# Dorothy Brett
Dorothy Brett (Mayfair, 10 novembre 1883 – Taos, 27 agosto 1977) è stata una pittrice britannica, ricordata per la sua attività artistica, ma anche per la sua vita sociale.

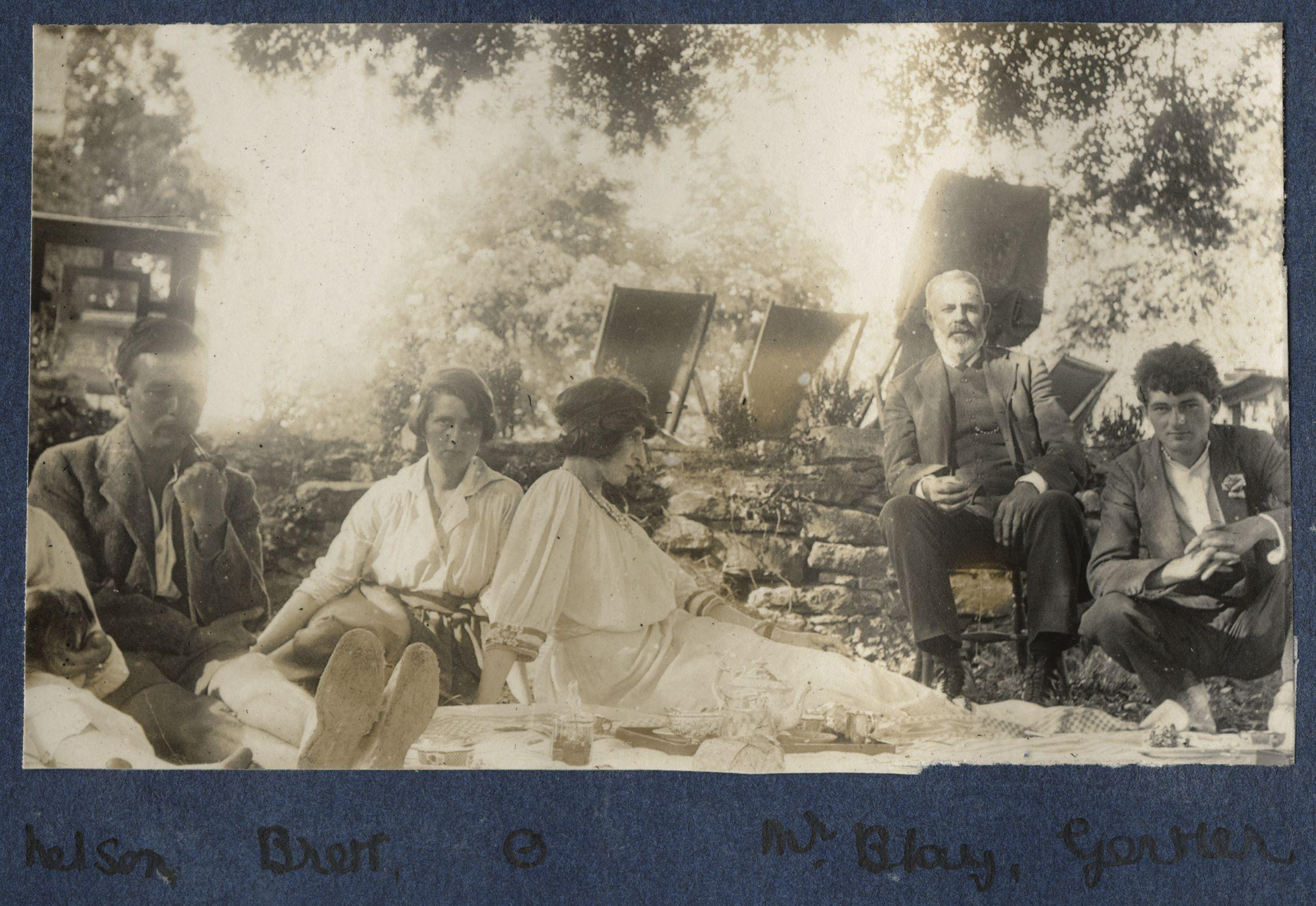
Dorothy Brett (seconda da sinistra) con Lady Ottoline Morrell, Mark Gertler e altri.

Nata in una famiglia aristocratica inglese, studiò alla Slade School of Fine Art e frequentò il gruppo di Bloomsbury. Tra le sue più strette amicizie ci furono il romanziere D. H. Lawrence e sua moglie Frieda. Fu a seguito di un loro invito che nel 1924 si trasferì a Taos, Nuovo Messico, dove rimase per il resto della sua vita, diventando cittadina americana nel 1938.

## Biografia

### La prima parte della vita nel Regno Unito
Dorothy Eugénie Brett, era nata a Mayfair nel 1883, durante il regno della regina Vittoria, ed era la terza dei quattro figli di Reginald Baliol Brett (1852–1930) e di Eleanor Frances Weston (1862–1940), figlia di Sylvain Van de Weyer, ambasciatore del Belgio nel Regno Unito. Sua sorella fu Sylvia Leonora Brett, ranee di Sarawak in quanto moglie del raja Charles Brooke. Il padre, che nel 1899 diventò il 2° visconte di Esher, era un uomo politico, appartenente al Partito Liberale, molto influente alla corte della Regina Vittoria, tanto che le figlie Dorothy e Sylvia prendevano lezioni di ballo insieme ai figli della principessa Beatrice nel Castello di Windsor.
Dorothy non si sentì mai a proprio agio nel suo ruolo di "Lady", soprattutto non sopportava la vita protetta che caratterizzava l'educazione molto restrittiva impartita alle ragazze della nobiltà britannica nell'epoca vittoriana. I genitori, che possedevano dimore anche a Londra e a Callander, in Perthshire, Scozia, nel 1905 decisero di inviare la ventitreenne Dorothy proprio in Scozia. Fu durante quel soggiorno che un vecchio amico di famiglia, Sir Ian Hamilton, vide alcuni disegni realizzati dalla ragazza e convinse i Brett ad iscriverla alla Slade School of Fine Art.
Nel 1910 Dorothy Brett si iscrisse finalmente alla Slade School, dove rimase fino al 1916. In quegli anni furono suoi compagni di corso e amici Dora Carrington, Mark Gertler, David Bomberg, Christopher R.W. Nevinson, Stanley Spencer, Isaac Rosenberg e Edward Wadsworth. 
Il biografo David Boyd Haycock ha puntualizzato che negli anni della Slade School la Brett divenne molto amica soprattutto di Dora Carrington e di Barbara Hiles, tanto che, quando nel 1911 Dora si tagliò i capelli "a maschio", Barbara e Dorothy fecero altrettanto e divennero note come le tre teste rapate della Slade.
Nel 1914, attraverso il pittore Gertler, la Brett conobbe Lady Ottoline Morrell, e iniziò a trascorrere molto tempo a Garsington Manor, residenza della nobildonna vicino a Oxford, dove erano di casa quasi tutti i componenti del Bloomsbury Group. La Brett divenne assidua frequentatrice del circolo artistico e letterario che gravitava intorno a Lady Morrell, e conobbe, tra gli altri, Bertrand Russell, D.H. Lawrence, Lytton Strachey, Virginia Woolf, Augustus John, Katherine Mansfield, Aldous Huxley e Gilbert Cannan.
Durante questo periodo i suoi amici più cari furono la scrittrice Katherine Mansfield, lo scrittore Aldous Huxley, che in seguito la rappresenterà come "Jenny" nel romanzo Crome Yellow (Giallo cromo, 1921), e come "Beatrice Gilray" in Point Counter Point (Punto contro punto, 1928), e soprattutto lo scrittore D.H. Lawrence e sua moglie Frieda, che ebbero un'importante influenza sulla seconda parte della sua vita.
I quadri dipinti in quegli anni da Dorothy Brett erano generalmente ritratti di amici e conoscenti. Tra i più noti i ritratti di Virginia Woolf, Katherine Mansfield e Lady Ottoline Morrell e il dipinto Umbrellas (1917), nel quale l'artista ha raffigurato alcuni abituali ospiti di Garsington Manor.

### La vita dopo il 1924 in Nuovo Messico
Quando Frieda e D.H. Lawrence furono invitati a Taos, in Nuovo Messico, dalla ricca mecenate statunitense Mabel Dodge Luhan, invitarono a loro volta la loro amica Dorothy Brett ad andare con loro. La Brett aveva 40 anni e adorava D.H. Lawrence, quindi fu ben felice di accettare la proposta.
I Lawrence e la Brett arrivarono a Taos nel marzo 1924 e si stabilirono a casa della Luhan. 
Successivamente, "probabilmente per convincere Lawrence a rimanere a Taos la Luhan gli offrì un'estensione di 160 ettari nel suo ranch" situato a circa venti miglia a Nord-ovest di Taos. 
I coniugi Lawrence, insieme alla Brett, si stabilirono presso il ranch nel maggio 1924, ma quando nel 1925 decisero di tornare a Londra, la pittrice scelse di rimanere a Taos.
Il biografo Simmons osserva che, dopo che i Lawrence lasciarono il Nuovo Messico:
Decise anche di scrivere un libro con le sue memorie, raccontando soprattutto l'amicizia con Lawrence. Il libro, Lawrence and Brett: a Friendship, fu pubblicato a Filadelfia nel 1933.
Nel 1938 l'artista prese la cittadinanza statunitense. In seguito divenne una delle personalità di spicco di Taos, ammirata e adulata dall'élite locale e dai turisti. In effetti a Taos la Brett produsse i suoi lavori di maggiore successo, grandi tele sulla vita e sulle cerimonie degli indiani Pueblo, che le procurarono grande fama. Il suo abbondante lavoro di quegli anni comprende ritratti, danzatori indiani, paesaggi e dipinti mistici o simbolici. Sono immagini legate alle sue emozioni personali e alla cultura semplice e spirituale dei nativi americani che lei così grandemente ammirava.

Nonostante il successo lei rimase sempre piuttosto scostante verso gli altri e, soprattutto, perennemente senza un soldo.
Dorothy Brett non si mosse più dalla sua amata Taos. Morì di congestione polmonare, all'Holy Cross Hospital di Taos, il 27 agosto 1977, all'età di 95 anni. Le sue ceneri furono in seguito disperse sulle Red Rocks ai piedi del Monte Lobo.

## Eredità artistica
I dipinti di Dorothy Brett si trovano in numerosi musei e in molte collezioni private. Sue opere sono nel Smithsonian American Art Museum a Washington, nel Millicent Rogers Museum e nel Museo d'Arte Harwood, entrambi a Taos, nel New Mexico Museum of Art a Santa Fe, nel Roswell Museum and Art Center a Roswell). Due suoi dipinti sono nella Tate Gallery a Londra; altri esempi del suo lavoro sono al Harry Ransom Humanities Research Center, Università del Texas a Austin, e al Yale Center for British Art, New Haven, Connecticut.
Un'importante collezione di documenti dell'artista e di parte della sua corrispondenza è conservata presso la Northwestern University Library di Evanston, Illinois.